# SM 500

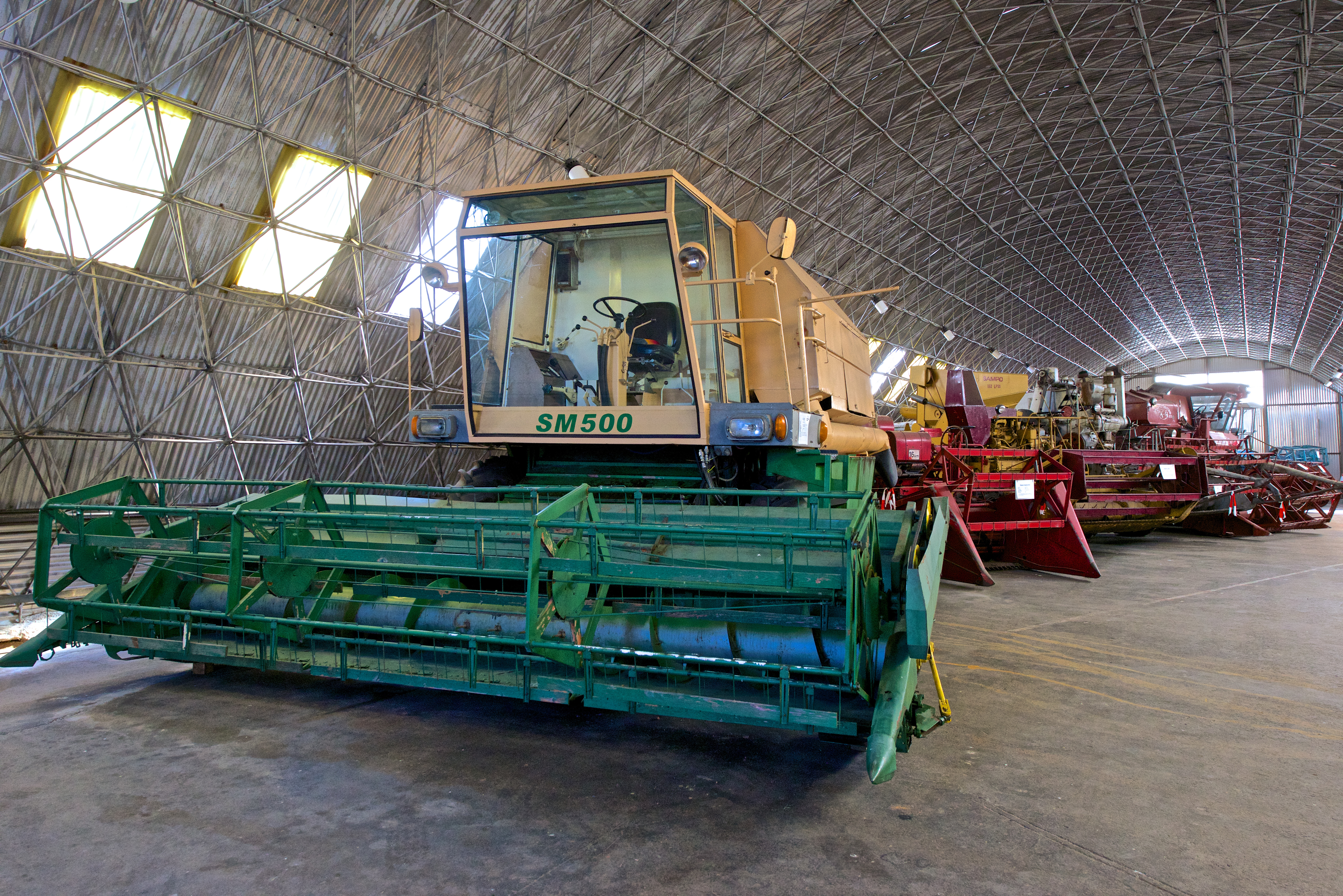
SM 500 v Muzeu zemědělské techniky Čáslav

SM 500 byl prototyp moderní samohybné mlátičky vyvinuté v Agrostroj Prostějov mezi lety 1968 až 1972. Kód názvu znamená Samohybná Mlátička, číslo označovalo záběr lišty -5m. Projekt původně nesl označení Rival. Podle konstruktérů byl stroj o 15 let vývojem dopředu oproti východním a západním mlátičkám.

## Popis
Stroj je poháněn motorem Škoda M634 přes Hydraulický přenos výkonu. Je opatřen šesti vytřasadly a 5m žací lištou s odsáváním prachu. Řízení je hydraulické, umístěné na kyvné nápravě pod vytřasadly. Roura a schody do kabiny jsou ovládány hydraulicky z prostoru řidiče.

## Vývoj
Projekt Rival byl započat v roce 1968 reakcí na nedostatek výkonných žacích strojů v Československu. Na začátku svého vývoje byl veden v tajnosti ze strachu možné špionáže, v roce 1969 však začali přicházet negativní reakce ze strany RVHP, o vývoj se také začali zajímat východoněmečtí konstruktéři firmy Fortschritt Landmaschinen. 
Roku 1971 byly zhotoveny dva vzorky SM480, o rok později tři stroje SM500, které byly ještě téhož roku testovány na polích.

## Ukončení vývoje

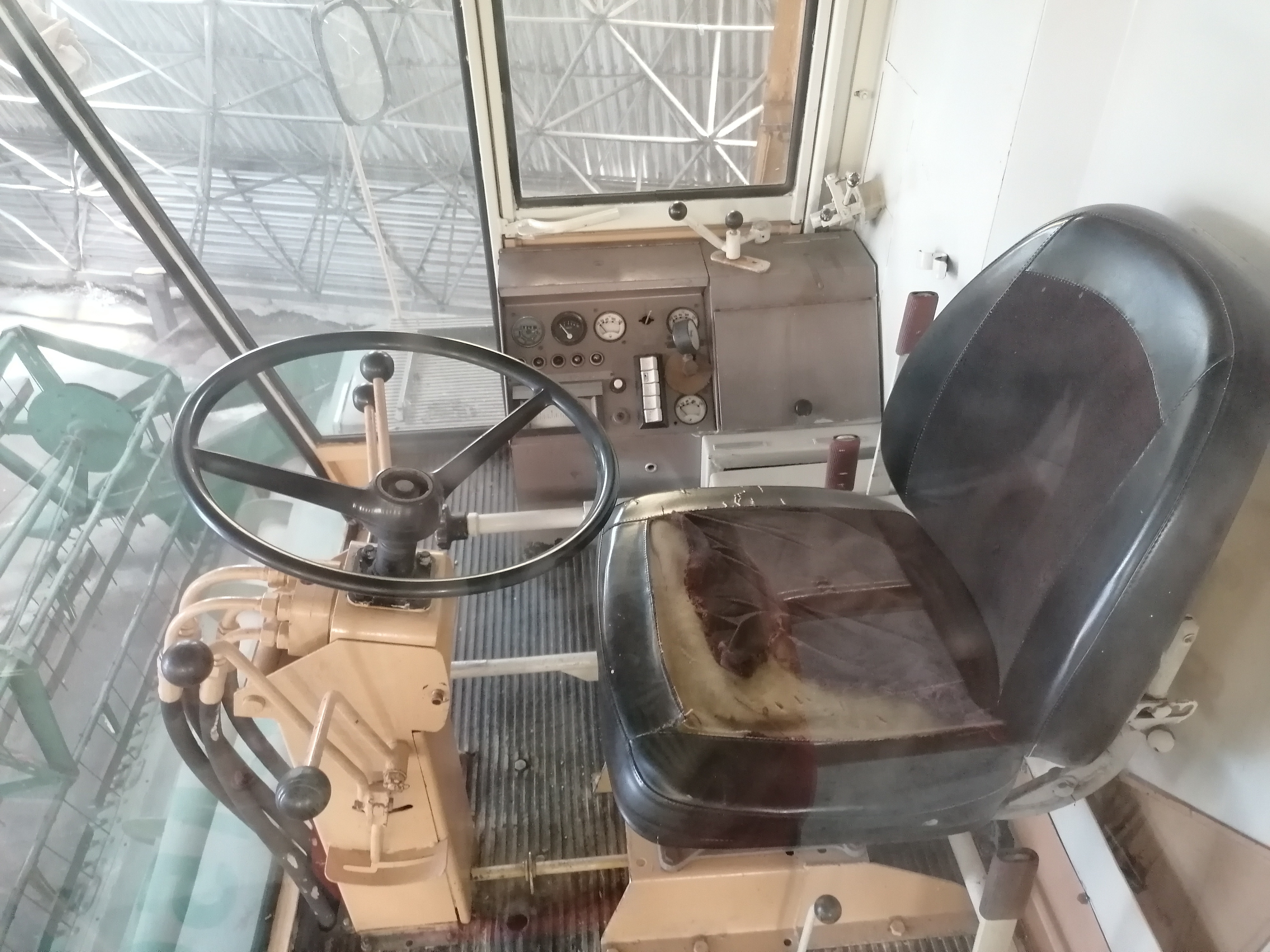
Pohled do kabiny SM500

Už v době zhotovení prvních kusů začalo proslýchat že stroj se do výroby nedostane a zmizí z Československa. Snahu dostat stroj do výroby projevili konstruktéři při návštěvě tehdejšího prezidenta Ludvíka Svobody v Agrostroji Prostějov kde mu byl představen jeden z funkčních prototypů.
Pravidla RVHP avšak byla jasně daná a tak Československá vláda rozhodla o ukončení vývoje. Na podzim roku 1972 byly veškeré dokumentace a jeden z prototypů převezen do Fortschritt Landmaschinen kde byl na jeho poznatcích vyvinut stroj Fortschritt E 516. Různé poznatky se dále dostali i k západním firmám kde posloužili při vývoji série Dominator.

## Podobné stroje
- Agrostroj Prostějov ŽM-300
- Fortschritt E 512
- Fortschritt E 514
- Fortschritt E 516
- Claas

## Technické údaje
- Záběr žacího ústrojí: 5m
- Separační ústrojí: 6 vytřasadel
- Motor. Dieselový, vodou chlazený šesti válec Škoda M634 o výkonu 154 kW, Hydropohon